# Jurinea
Genre
Jurinea est un genre de plantes à fleurs de la famille des Astéracées.

## Description
Ce sont des plantes herbacée touffues. Elles sont dépourvues d'épines et ont souvent un port acaulescent. La forme biologique de la plupart des espèces (du moins pour les espèces européennes) est l'hémicryptophyte.
Les feuilles sont à la fois basales et forment une rosette et une tige. Les formes varient de la pinnatosette aux oblancéolés-spatulés et aux linéaires-lancéolés). Les feuilles non divisées ont des bords entiers à dentés. La feuille inférieure est pubescente (laineuse ou tomenteuse), la supérieure est blanc-vert. Le rachis peut être ailé.
L'inflorescence est formée par un seul capitule scapulaire (sessile ou pédonculé). La structure du capitule est celle typique des Asteraceae : une enveloppe pyriforme-cylindrique (conique) ou fusiforme ou ovoïde-oblongue ou en forme de cloche ou en forme de bol, composée de plusieurs bractées (ou écailles) non armées (sans appendice apical épineux) d'herbacées à coriaces, disposées en plusieurs séries de manière imbriquée qui protègent le réceptacle plus ou moins plat (ou convexe), plus ou moins équipé de pailles (ou de soies plus ou moins rigides), sur lequel s'insèrent les fleurs tubulaires. Les écailles ont des formes différentes (lancéolées ou linéaires ou ovales - elles peuvent également se refléter) et sur le même capitule, elles peuvent être de tailles différentes ; les marges sont entières ou dentées d'apex obtus ou aigus.
Les fleurs sont toutes de type tubulaire (le type ligulé, présent dans la majorité des astéracées, est absent ici), sont hermaphrodites, actinoformes, tétra-cycliques (à quatre verticilles : calice, corolle, androcée, gynécée) et pentamères (c'est-à-dire que le calice et la corolle sont composés de cinq éléments). La corolle a une forme cylindrique régulière (tubulaire) mais mince se terminant brusquement par 5 lobes ; la couleur varie du rose, violet au rouge vineux (rarement blanchâtre). Sur les pétales, il y a des glandes sessiles. Les étamines sont au nombre de 5 avec des filaments libres et glabres ; les anthères sont soudées ensemble et forment un manchon entourant le stylet. Les appendices des anthères sont lacérés-lancéolés. L'ovaire est inférieur et uniloculaire formé de 2 carpelles ; le stylet est unique avec un stigmate terminal bifide et glabre (il n'y a qu'un anneau de poils sous la ramification du stylet). La surface stigmatique est située à l'intérieur du stylet. 
Les fruits sont des akènes tétrangulaires à pyramidaux, allongés et étroits (obconiques); longitudinalement, il y a à la fois des côtes et des sillons. La surface peut être glandulaire, lisse ou rugueuse avec des tubercules ou des verrues. À l'apex du fruit, il y a un nectaire et un petit anneau denté. Le pappus est constitué d'une touffe de poils : les poils externes sont persistants et denticulés, les plus gros internes sont plus plumeux, transitoires et reliés à la base. La couleur du pappus varie du blanc au jaune paille.

## Répartition
La répartition des espèces de ce genre est eurasienne, en dehors des tropiques.

## Espèces
Le genre Jurinea comprend 227 espèces.
A
- Jurinea abolinii Iljin
- Jurinea abramovii Regel & Herder
- Jurinea adenocarpa Schrenk
- Jurinea akinfievii Nemirova
- Jurinea alata Cass.
- Jurinea albicaulis Bunge
- Jurinea albovii Galushko & Nemirova
- Jurinea algida Iljin
- Jurinea almaatensis Iljin
- Jurinea alpigena K.Koch
- Jurinea altaica Iljin
- Jurinea ancyrensis Bornm.
- Jurinea androssovii Iljin
- Jurinea annae Sosn.
- Jurinea antoninae Iljin
- Jurinea antunowi C.Winkl.
- Jurinea arachnoidea Bunge
- Jurinea armeniaca Sosn.
- Jurinea asperifolia Iljin
- Jurinea atropurpurea C.Winkl. ex Iljin
- Jurinea aucheriana DC.

B
- Jurinea baissunensis Iljin
- Jurinea baldschuanica C.Winkl.
- Jurinea bellidioides Boiss.
- Jurinea berardioides (Boiss.) O.Hoffm.
- Jurinea bipinnatifida C.Winkl.
- Jurinea blanda (M.Bieb.) C.A.Mey.
- Jurinea bobrovii Iljin
- Jurinea bocconei (it) Guss.
- Jurinea botschantzevii Iljin
- Jurinea brachypappa Nemirova
- Jurinea bracteata Regel & Schmalh.
- Jurinea brevicaulis Boiss.
- Jurinea breviscapa O.Schwarz
- Jurinea bucharica C.Winkl.
- Jurinea bulgarica Velen.
- Jurinea bungei Boiss.

C
- Jurinea cadmea Boiss.
- Jurinea caespitans Iljin
- Jurinea caespitosa C.Winkl. ex O.Fedtsch. & B.Fedtsch.
- Jurinea calcarea Klokov
- Jurinea capusii Franch.
- Jurinea carduiformis (Jaub. & Spach) Boiss.
- Jurinea cartaliniana Boiss.
- Jurinea cataonica Boiss. & Hausskn.
- Jurinea catharinae Iljin
- Jurinea cephalopoda Iljin
- Jurinea chaetocarpa (Ledeb.) Ledeb.
- Jurinea ciscaucasica (Sosn.) Iljin
- Jurinea consanguinea DC.
- Jurinea cordata Boiss. & Hausskn.
- Jurinea coronopifolia Sommier & Levier
- Jurinea cretacea Bunge
- Jurinea creticola Iljin
- Jurinea cyanoides (L.) Rchb.
- Jurinea cypria Boiss.
- Jurinea czilikinoana Iljin

D
- Jurinea darvasica Iljin
- Jurinea densisquamea Iljin
- Jurinea derderioides C.Winkl.
- Jurinea dolomitica Galushko
- Jurinea dshungarica (Rubtzov) Iljin
- Jurinea dumulosa Boiss.

E
- Jurinea eduardi-regelii Iljin
- Jurinea efeae N.Aksoy
- Jurinea elbursensis (Wagenitz) Tscherneva
- Jurinea elegans Steven
- Jurinea elegantissima Iljin
- Jurinea eriobasis DC.
- Jurinea ewersmannii Bunge
- Jurinea eximia Tekutj.

F
- Jurinea fedtschenkoana Iljin
- Jurinea ferganica Iljin
- Jurinea filicifolia Boiss.
- Jurinea filifolia (Regel & Schmalh.) C.G.A.Winkl.
- Jurinea fontqueri Cuatrec.
- Jurinea frigida Boiss.

G
- Jurinea gabrieliae Bornm.
- Jurinea galushkoi Nemirova
- Jurinea gilliatii Turrill
- Jurinea giviensis Mirtadz.
- Jurinea glycacantha DC.
- Jurinea gorodkovii Iljin
- Jurinea gracilis Iljin
- Jurinea grossheimii Sosn.
- Jurinea grumosa Iljin

H
- Jurinea hamulosa Rubtzov
- Jurinea helichrysifolia Popov ex Iljin
- Jurinea heterophylla (Jaub. & Spach) Boiss.
- Jurinea humilis (Desf.) DC.

I
- Jurinea iljinii Grossh.
- Jurinea impressinervis Iljin
- Jurinea inuloides Boiss. & Hausskn.

K
- Jurinea kamelinii Iljin
- Jurinea kapelkini O.Fedtsch.
- Jurinea karabugasica Iljin
- Jurinea karatavica Iljin
- Jurinea karategina (Lipsky) O.Fedtsch.
- Jurinea kaschgarica Iljin
- Jurinea kazachstanica Iljin
- Jurinea kemahensis B.Dogan, Kandemir & A.Duran
- Jurinea khorassanica Joharchi & Mirtadz.
- Jurinea kilaea Azn.
- Jurinea kirghisorum Janisch.
- Jurinea kitanovii Iljin
- Jurinea knorringiana Iljin
- Jurinea kokanica Iljin
- Jurinea komarovii Iljin
- Jurinea kopetensis Rech.f.
- Jurinea korotkovae Turak. & F.O.Khass.
- Jurinea krascheninnikovii Iljin
- Jurinea kultiassovii Iljin
- Jurinea kuraminensis Iljin
- Jurinea kyzylkyrensis Kamelin & Tscherneva

L
- Jurinea lanipes Rupr.
- Jurinea lasiopoda Trautv.
- Jurinea ledebourii Bunge
- Jurinea leptoloba DC.
- Jurinea levieri Albov
- Jurinea lipskyi Iljin
- Jurinea lithophila Rubtzov
- Jurinea longifolia DC.
- Jurinea ludmilae Iljin
- Jurinea lydiae Iljin

M
- Jurinea macranthodia Iljin
- Jurinea macrocephala DC.
- Jurinea mallophora Rech.f. & Köie
- Jurinea mamillarioides Iljin
- Jurinea mariae Pavlov
- Jurinea maxima C.Winkl.
- Jurinea meda Bornm.
- Jurinea merxmuelleri Podlech
- Jurinea mesopotamica Hand.-Mazz.
- Jurinea micevskii Stevan.
- Jurinea michelsonii Iljin
- Jurinea microcephala Boiss.
- Jurinea mobayenii Ghahr. & Mirtadz.
- Jurinea modesta Boiss.
- Jurinea modesti Czerep.
- Jurinea mollis (L.) Rchb.
- Jurinea mollissima Klokov
- Jurinea mongolica Maxim.
- Jurinea monocephala Aitch. & Hemsl.
- Jurinea monticola Iljin
- Jurinea moschus (Hablitz) Bobrov
- Jurinea mugodsharica Iljin
- Jurinea multicaulis DC.
- Jurinea multiceps Iljin
- Jurinea multiflora] (L.) B.Fedtsch.
- Jurinea multiloba Iljin

N
- Jurinea nargalensis Iljin
- Jurinea narynensis Kamelin & Tscherneva
- Jurinea neicevii (Kouharov) Greuter
- Jurinea nivea C.Winkl.

O
- Jurinea olgae Regel & Schmalh.
- Jurinea orientalis (Iljin) Iljin

P
- Jurinea persimilis Iljin
- Jurinea perula-orientis C.Jeffrey ex Grey-Wilson
- Jurinea pineticola Iljin
- Jurinea pinnata (es) (Pers.) DC.
- Jurinea poacea Iljin
- Jurinea polycephala Formánek
- Jurinea polyclonos DC.
- Jurinea pontica Hausskn. & Freyn ex Hausskn.
- Jurinea popovii Iljin
- Jurinea praetermissa Galushko & Nemirova
- Jurinea prasinophylla Rech.f.
- Jurinea prokhanovii Nemirova
- Jurinea propinqua Iljin
- Jurinea proteoides Boiss. & Hausskn.
- Jurinea psammophila Iljin
- Jurinea pseudoiljinii Galushko & Nemirova
- Jurinea pteroclada Iljin
- Jurinea pulchella DC.
- Jurinea pumila Albov

R
- Jurinea radians Boiss.
- Jurinea ramosissima DC.
- Jurinea ramulosa Boiss. & Hausskn.
- Jurinea rhizomatoidea Iljin
- Jurinea robusta Schrenk
- Jurinea roegneri K.Koch
- Jurinea rosulata Klatt
- Jurinea ruprechtii Boiss.

S
- Jurinea salicifolia Gruner
- Jurinea sangardensis Iljin
- Jurinea schachimordanica Iljin
- Jurinea schischkiniana Iljin
- Jurinea semenovii (Herder) C.Winkl.
- Jurinea serratuloides Iljin
- Jurinea shahrestanica Rech.f.
- Jurinea sharifiana Rech.f. & Esfand.
- Jurinea sintenisii Bornm.
- Jurinea sosnowskyi Grossh.
- Jurinea spectabilis Fisch. & C.A.Mey.
- Jurinea spiridonovii Iljin
- Jurinea spissa Iljin
- Jurinea squarrosa Fisch. & C.A.Mey.
- Jurinea staehelinae (DC.) Boiss.
- Jurinea stenocalathia Rech.f.
- Jurinea stenophylla Iljin
- Jurinea stoechadifolia (M.Bieb.) DC.
- Jurinea subhastata Pancic
- Jurinea suffruticosa Regel

T
- Jurinea tadshikistanica Iljin
- Jurinea tapetodes Iljin
- Jurinea taygetea Halácsy
- Jurinea tenuiloba Bunge
- Jurinea thianschanica Regel & Schmalh.
- Jurinea tortisquamea Iljin
- Jurinea tortumensis A.Duran & B.Dogan
- Jurinea transhyrcana Iljin
- Jurinea transsylvanica (Spreng.) Simonk.
- Jurinea transuralensis Iljin
- Jurinea trautvetteriana Regel & Schmalh.
- Jurinea trifurcata Iljin
- Jurinea tschernevae Tojibaev & Turginov
- Jurinea turcica B.Dogan & A.Duran
- Jurinea tzar-ferdinandi Davidov

V
- Jurinea venusta Iljin
- Jurinea viciosoi Pau

W
- Jurinea winkleri Iljin
- Jurinea woronowii Iljin

X
- Jurinea xeranthemoides Iljin
- Jurinea xerophytica Iljin

Z
- Jurinea zakirovii Iljin